# Sokone
Sokone ist eine städtische Gemeinde (commune) im Département Foundiougne der Region Fatick, gelegen im zentralen Westen Senegals.

## Geographische Lage
Sokone liegt im Zentrum des Départements Foundiougne auf halber Strecke zwischen der Stadt Foundiougne im Norden und der Grenze zu Gambia im Süden. Zugleich liegt die Stadt am Nordufer des Bôlon Sokone und am Ostrand des amphibischen und durch viele Wasserläufe gegliederten UNESCO-Biosphärenreservats und nahe des darin eingebetteten UNESCO-Welterbes Saloum-Delta, die touristisch sehr von Bedeutung sind.
Sokone liegt 30 Kilometer südlich der Départementspräfektur Foundiougne und 148 Kilometer südöstlich von Dakar. Das Gemeindegebiet hat eine Fläche von 7,475 km².

## Geschichte
Sokone wurde in den 1860er Jahren von Zuwanderern aus dem untergegangenen Königreich Kaabu gegründet. Während der Kolonialzeit wurde Sokone im Jahr 1916 Hauptort eines Kantons und war ab 1960 Hauptort eines Arrondissements. Im Jahr 1969 erlangte der Ort per Dekret den Status einer Gemeinde (commune).

## Bevölkerung
Nach den letzten Volkszählungen hat sich die Einwohnerzahl der Stadt wie folgt entwickelt:
| Jahr | Einwohner |
| ---- | --------- |
| 1988 | 8.552     |
| 2002 | 11.124    |
| 2013 | 14.745    |
| 2023 | 20.424    |

Die Anwesenheit mehrerer großer Marabout-Familien macht Sokone zu einem religiösen Zentrum. Die große Moschee von El Hadji Amadou Dême ist auf der Liste der historischen Denkmäler des Senegal eingetragen. Die muslimischen und christlichen Gemeinschaften leben in Frieden, gegenseitigem Respekt, Eintracht und Solidarität zusammen.

## Verkehr und Infrastruktur
Sokone liegt an der Nationalstraße N 5, die Kaolack durch das Hinterland des Saloumdeltas mit Banjul, der Hauptstadt des Nachbarlandes Gambia verbindet. Die N5 ist zugleich Teil des Dakar-Lagos-Highways, einem der Trans-African Highways. Südlich der Stadt überquert die N5 mit einer rund 500 Meter langen kombinierte Damm-Brücken-Konstruktion den Bôlon Sokone mit seiner amphibischen Uferzone.
Über die N5 ist Sokone mit dem 45 km entfernt gelegenen Flugplatz Kaolack und mit dem nationalen Luftverkehrsnetz verbunden.
Durch seine Lage an einem Bôlon mit Zugang zum Mündungsdelta des Saloum spielt einerseits die Fischerei eine wirtschaftliche Rolle und andererseits der Tourismus, von dem eine Reihe von Hotels und Campingplätzen sowie Gastronomie und Reiseanbieter profitieren.

## Städtepartnerschaften
- Villamblard, Frankreich
- Zemst, Belgien[8]

## Persönlichkeiten
- Annette Mbaye d’Erneville (* 1926 in Sokone), senegalesische Schriftstellerin und Journalistin